# Viva Forever
"Viva Forever" is een nummer van de Britse meidengroep Spice Girls voor hun tweede studioalbum Spiceworld. Het nummer zou eigenlijk niet als single worden uitgebracht, maar door het vertrek van Geri Halliwell, besloot de meidengroep om het toch uit te brengen als vierde en laatste single van het album. "Viva Forever" kwam uit op 20 juli 1998 in Engeland en ontving positieve beoordelingen van muziekcritici. Het nummer werd een commercieel succes, ondanks de slechte promotie van het nummer.
De muziekvideo (waarin de leden van Spice Girls te zien zijn als feeën) werd uitgebracht op 22 juni 1998 en is geregisseerd door Oscar-winnaar Steve Box. In Nieuw-Zeeland, Schotland en Engeland kwam het nummer binnen op de eerste plaats. Ook behaalde "Viva Forever" een plek in de top tien in de Australische, Ierse, Italiaanse, Duitse en Nederlandse hitlijsten.

## Hitnoteringen

### Nederlandse Top 40
| Positie: | 13 | 8 | 7 | 7 | 7 | 9 | 9 | 14 | 22 | 22 | 34 | 35 | 37 | uit |

### NederlandseSingle Top 100
| Hitnotering: (Week 1 t/m 23) 25-07-1998 t/m 02-01-1999 | Hitnotering: (Week 1 t/m 23) 25-07-1998 t/m 02-01-1999 | Hitnotering: (Week 1 t/m 23) 25-07-1998 t/m 02-01-1999 | Hitnotering: (Week 1 t/m 23) 25-07-1998 t/m 02-01-1999 | Hitnotering: (Week 1 t/m 23) 25-07-1998 t/m 02-01-1999 | Hitnotering: (Week 1 t/m 23) 25-07-1998 t/m 02-01-1999 | Hitnotering: (Week 1 t/m 23) 25-07-1998 t/m 02-01-1999 | Hitnotering: (Week 1 t/m 23) 25-07-1998 t/m 02-01-1999 | Hitnotering: (Week 1 t/m 23) 25-07-1998 t/m 02-01-1999 | Hitnotering: (Week 1 t/m 23) 25-07-1998 t/m 02-01-1999 | Hitnotering: (Week 1 t/m 23) 25-07-1998 t/m 02-01-1999 | Hitnotering: (Week 1 t/m 23) 25-07-1998 t/m 02-01-1999 | Hitnotering: (Week 1 t/m 23) 25-07-1998 t/m 02-01-1999 | Hitnotering: (Week 1 t/m 23) 25-07-1998 t/m 02-01-1999 |
| Week:                                                  | 1                                                      | 2                                                      | 3                                                      | 4                                                      | 5                                                      | 6                                                      | 7                                                      | 8                                                      | 9                                                      | 10                                                     | 11                                                     | 12                                                     |                                                        |
| ------------------------------------------------------ | ------------------------------------------------------ | ------------------------------------------------------ | ------------------------------------------------------ | ------------------------------------------------------ | ------------------------------------------------------ | ------------------------------------------------------ | ------------------------------------------------------ | ------------------------------------------------------ | ------------------------------------------------------ | ------------------------------------------------------ | ------------------------------------------------------ | ------------------------------------------------------ | ------------------------------------------------------ |
| Positie:                                               | 39                                                     | 12                                                     | 8                                                      | 7                                                      | 7                                                      | 7                                                      | 8                                                      | 10                                                     | 14                                                     | 18                                                     | 24                                                     | 24                                                     |                                                        |
| Week:                                                  | 13                                                     | 14                                                     | 15                                                     | 16                                                     | 17                                                     | 18                                                     | 19                                                     | 20                                                     | 21                                                     | 22                                                     | 23                                                     |                                                        |                                                        |
| Positie:                                               | 28                                                     | 31                                                     | 41                                                     | 44                                                     | 47                                                     | 54                                                     | 59                                                     | 67                                                     | 66                                                     | 74                                                     | 90                                                     | uit                                                    |                                                        |